# Lillian Lorraine
Lillian Lorraine (San Francisco, 1º gennaio 1892 – New York, 17 aprile 1955) è stata un'attrice statunitense.
Fu una delle più famose Ziegfeld girls degli anni dieci.

## Biografia
Lillian Lorraine iniziò la sua carriera teatrale nel 1906. Non era una grande attrice, ma la sua presenza sul palcoscenico era carismatica: nel 1907, a quindici anni, ottenne un ruolo in una produzione degli Shubert, The Tourist, dove venne scoperta da Florenz Ziegfeld. Negli anni seguenti diventò una delle attrazioni delle Ziegfeld Follies. Nel 1909, Ziegfeld la scelse, infatti, dal coro di Miss Innocence per affidarle un pezzo da solista, By the Light of the Silvery Moon, che le valse il successo e la celebrità. Nel suo libro Scandals and Follies, Lee Davis scrive: "Ziegfeld era follemente innamorato di Lillian Lorraine e lo sarebbe rimasto per il resto della vita nonostante i comportamenti irresponsabili di lei, i due matrimoni (di Ziegfeld) e il bisogno che lui provava di andare a letto sempre e comunque con le sue bellissime ragazze".
Il rapporto, al contempo professionale e sentimentale tra l'impresario e l'attrice, portò alla fine del matrimonio tra Ziegfeld e Anna Held. Nel 1936, il personaggio di Lillian viene adombrato in quello fittizio interpretato da Virginia Bruce nel film Il paradiso delle fanciulle. La loro relazione fu turbolenta e complessa, ma talmente passionale che Billie Burke, la seconda moglie di Ziegfeld, confessò che Lillian Lorraine fu la sola tra le varie amanti del marito ad aver mai suscitato la sua gelosia. Lorraine fu protagonista in numerosi spettacoli delle Follies, oltre che, nel 1912, del musical Over The River. Interpretò anche alcuni film, tra cui il serial Neal of the Navy, ma con scarso successo.
La sua vita privata, tempestosa e turbolenta, le guadagnò più fama di quella procuratale dal talento o dalla bellezza, con i giornali e le riviste che, quotidianamente, le dedicavano titoli e articoli, raccontando le sue storie d'amore o il suo antagonismo con le star rivali, quali Fanny Brice. Furono la sua personalità e il suo personaggio pubblico a influenzare in gran parte la scrittrice Anita Loos quando creò Lorelei, la protagonista del romanzo Gli uomini preferiscono le bionde. Lillian Lorraine scomparve dalla vita pubblica nel 1941, assumendo talvolta il nome da nubile della madre, Mary Ann Brennan. Nei tardi anni quaranta si sposò con il contabile Jack O'Brien, prendendo il nome del marito. Morì il 17 aprile 1955, a New York, all'età di sessantatré anni.

## Filmografia
- The Immigrant's Violin, regia di Otis Turner - cortometraggio (1912)
- Dublin Dan, regia di Edward Warren - cortometraggio (1912)
- The Face at the Window, regia di Alice Guy - cortometraggio (1912)
- The Detective's Santa Claus - cortometraggio (1913)
- The Old Parlor, regia di William Robert Daly - cortometraggio (1913)
- Neal of the Navy, regia di William Bertram e W.M. Harvey - serial (1915)
- Should a Wife Forgive?, regia di Henry King (1915)
- The Prima Donna's Special, regia di Walter Morton (1917)
- Playing the Game, regia di Victor Schertzinger (1918)
- The Flaming Disc, regia di Robert F. Hill (1920)
- Lonesome Corners, regia di Edgar Jones (1922)

## Teatro
- Miss Innocence, New York (1908)
- Ziegfeld Follies of 1909, New York (1909)
- Ziegfeld Follies of 1910, New York (1910)
- Ziegfeld Follies of 1911, New York (1911)
- Over the River, New York (1912)
- Ziegfeld Follies of 1912, New York (1912)
- The Whirl of the World, New York (1914)
- Odds and Ends of 1917, New York (1917)
- Ziegfeld Follies of 1918, New York (1918)
- Ziegfeld Midnight Frolic [1918], New York (1918)
- The Little Blue Devil, New York (1919)
- Ziegfeld Girls of 1920, New York (1920)
- The Blue Kitten, New York (1922)

## Citazioni e omaggi
- Il personaggio di Lillian Lorraine compare nel film per la televisione del 1978 diretto da Buzz Kulik, Ziegfeld e le sue follie (Ziegfeld: The Man and His Women), in cui viene impersonata dall'attrice e modella Valerie Perrine.